# Subantarktischer Seebär
Der Subantarktische Seebär (Arctocephalus tropicalis) ist eine Art der Südlichen Seebären. Der wissenschaftliche Name tropicalis rührt daher, dass das von Gray beschriebene erste Exemplar angeblich von der Nordküste Australiens stammen soll. Es ist jedoch wahrscheinlich, dass dies ein Irrtum war, denn in diesen tropischen Regionen hat man seither nie wieder einen Seebären dieser Art angetroffen.

## Merkmale
Bullen werden 180 cm lang, Kühe etwa 140 cm. Das Gewicht liegt bei 150 bzw. 50 kg. Der Subantarktische Seebär lässt sich von anderen Arten leicht durch sein Farbmuster unterscheiden: Er ist oberseits graubraun gefärbt, Brust und Gesicht sind weiß und Männchen tragen zudem ein schwarzes Haarbüschel auf der Stirn.

## Verbreitung

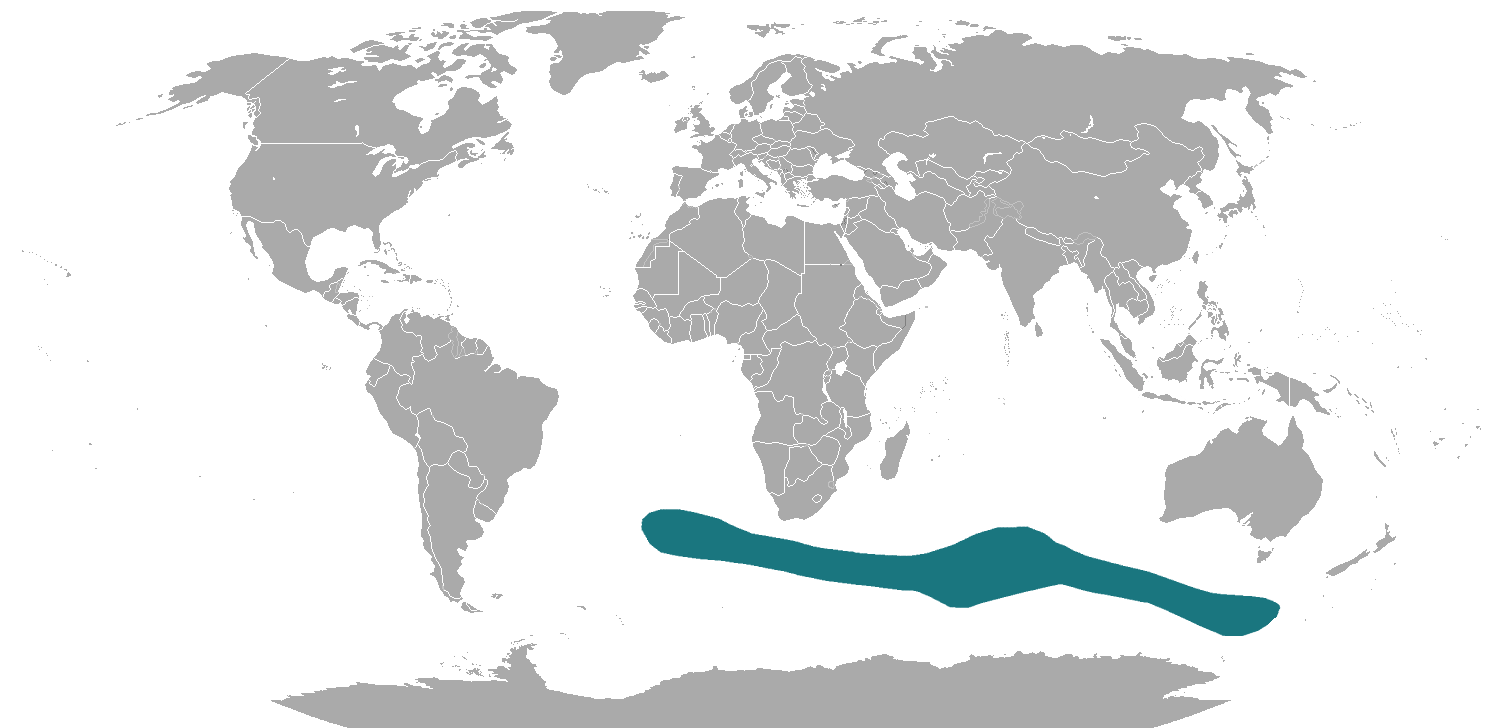
Verbreitungskarte des Subantarktischen Seebären

Der Subantarktische Seebär lebt auf isolierten Inseln rund um die Antarktis. Mehr als drei Viertel des Gesamtbestandes leben in der Kolonie auf Gough Island. Die zweitgrößte Kolonie befindet sich auf der zu den französischen Antarktisterritorien gehörenden Insel Amsterdam. Kolonien gibt es außerdem auf Tristan da Cunha, Inaccessible Island, Nightingale Island, den Prinz-Edward-Inseln, den Crozetinseln sowie der Sankt-Paul-Insel.
Außerhalb der Fortpflanzungszeit findet man wandernde Einzeltiere an den Küsten Südamerikas, Südafrikas, Australiens und Neuseelands sowie auf Südgeorgien, Heard Island, Macquarie und Juan Fernández. Hier mischen sie sich dann unter die dort heimischen Kolonien anderer Seebären-Arten.

## Systematik
Der Südaantarktische Seebär wird als eigenständige Art innerhalb der Gattung Arctocephalus eingeordnet. Die wissenschaftliche Erstbeschreibung stammt von dem deutschen Naturforscher John Edward Gray aus dem Jahr 1872 als Gypsophoca tropicalis, als terra typica wurde von ihm die Nordküste von Australien angegeben. Später wurde der Fundort durch J.E. King revidiert und als „Australasiatisches Meer unter Einbindung der Inseln St. Paul und Amsterdam als dem australischen Kontinent am nächsten liegende Inseln“ angegeben.
Innerhalb der Gattung wird der Subantarktische Seebär als Schwesterart des Südafrikanischen Seebären (Arctocephalus pusillus) betrachtet. Diese beiden Arten stammen entsprechend von einer gemeinsamen Stammart ab und sie werden den anderen Arten der Gattung als ursprünglichste Formen gegenübergestellt. Teilweise wird die Monophylie der Südlichen Seebären in Zweifel gezogen und man geht von einem gemeinsamen Ursprung der auf der südlichen Hemisphäre verbreiteten Ohrenrobben aus. In dem Fall werden auch der Australische Seelöwe (Neophoca cinerea) und der Neuseeländische Seelöwe (Phocarctos hookeri) in diese Gruppe. Der Südafrikanische und der Subantarktische Seebär wären an dieser Stelle Schwestergruppe eines gemeinsamen Taxons aus den beiden Seelöwenarten und den restlichen Seebären, für die zur Abgrenzung ein neuer Gattungsname „Arctophoca“ vorgeschlagen wurde.
Innerhalb der Art werden keine Unterarten unterschieden. Teilweise wurde die Art auch als Arctocephalus elegans bezeichnet, dieser Name gilt mittlerweile als Synonym zum Antarktischen Seebär (A. gazella).

## Gefährdung und Schutz
Der Subantarktische Seebär befindet sich in der Roten Liste gefährdeter Arten der IUCN, allerdings wird er nicht als gefährdet (sondern mit Least Concern) bewertet.  Dennoch ist er wie alle Arten seiner Gattung im Washingtoner Artenschutzübereinkommen CITES, Appendix II angeführt. Er genießt dadurch weltweit Schutz vor unbeschränktem Handel. Dieser Status wird auch von der Europäischen Union in der EU-Artenschutzverordnung (EG) Nr. 338/97 Anhang B übernommen. Das schlägt sich wiederum in der Bundesrepublik Deutschland im Bundesnaturschutzgesetz nieder, wo die Art als besonders geschützt bezeichnet wird.
Während des 18. und 19. Jahrhunderts wurden alle großen Kolonien von Robbenjägern nahezu vernichtet. So lebten auf Gough Island 1892 nur noch 300 Seebären; inzwischen wird die dortige Kolonie auf 250.000 Seebären geschätzt und wächst jährlich weiter an. Die weltweite Gesamtpopulation wird auf 320.000 geschätzt.

## Belege
1. 1 2  Fernando Lopes,  Larissa R Oliveira,  Amanda Kessler,  Yago Beux,  Enrique Crespo, Susana Cárdenas-Alayza,  Patricia Majluf,  Maritza Sepúlveda, Robert L Brownell, Jr.,  Valentina Franco-Trecu,  Diego Páez-Rosas,  Jaime Chaves, Carolina Loch,  Bruce C Robertson,  Karina Acevedo-Whitehouse, Fernando R Elorriaga-Verplancken,  Stephen P Kirkman,  Claire R Peart, Jochen B W Wolf,  Sandro L Bonatto: Phylogenomic Discordance in the Eared Seals is best explained by Incomplete Lineage Sorting following Explosive Radiation in the Southern Hemisphere. Systematic Biology 70 (4), Juli 2021; S. 786–802. doi:10.1093/sysbio/syaa099.
2. ↑  
Arctocephalus tropicalis. In: Don E. Wilson, DeeAnn M. Reeder (Hrsg.): Mammal Species of the World. A taxonomic and geographic Reference. 2 Bände. 3. Auflage. Johns Hopkins University Press, Baltimore MD 2005, ISBN 0-8018-8221-4.
3. 1 2 3  „Subantarctic Fur Seal“ In: M.A. Webber: Family Otariidae. In: Don E. Wilson, Russell A. Mittermeier: Handbook of the Mammals of the World. 4. Sea Mammals. Lynx Edicions, Barcelona 2014; S. 93–94. ISBN 978-84-96553-93-4.
4. ↑  Takahiro Yonezawa, Naoki Kohno & Masami Hasegawa: The monophyletic origin of sea lions and fur seals (Carnivora; Otariidae) in the Southern Hemisphere. Gene 441 (1–2), 2009: 89–99. doi:10.1016/j.gene.2009.01.022Researchgate.net Volltext
5. ↑  Annalisa Berta, Morgan Churchill: Pinniped Taxonomy: evidence for species and subspecies. Mammal Review. 42 (3): 207–234. September 2011, doi:10.1111/j.1365-2907.2011.00193.x
6. ↑  „Systematics“ In: M.A. Webber: Family Otariidae. In: Don E. Wilson, Russell A. Mittermeier: Handbook of the Mammals of the World. 4. Sea Mammals. Lynx Edicions, Barcelona 2014; S. 34–36. ISBN 978-84-96553-93-4.